# Heinkel P.1065/IIIc
Heinkel P.1065/IIIc – projekt szybkiego, jednosilnikowego bombowca z 1944 roku, stanowiącego stadium rozwojowe samolotu Heinkel He 119.
W samolocie planowano zastosować 24-cylindrowy silnik Daimler-Benz DB610, projektowany w układzie podwójnego odwróconego V, jednak silnik – podobnie jak samolot – pozostał jedynie w planach.